# Letnie Grand Prix w skokach narciarskich 1997
Letnie Grand Prix w skokach narciarskich 1997 – 4. edycja Letniego Grand Prix, która rozpoczęła się 14 sierpnia 1997 roku w Courchevel, a zakończyła 31 sierpnia 1997 w Stams. Rozegrano 5 konkursów indywidualnych.

## Kalendarz i wyniki
| Lp.                                           | Data                                          | Miejscowość                                   | Punkt K                                       | Uwagi                                         | 1. miejsce      | 2. miejsce       | 3. miejsce        |
| --------------------------------------------- | --------------------------------------------- | --------------------------------------------- | --------------------------------------------- | --------------------------------------------- | --------------- | ---------------- | ----------------- |
| 1.                                            | 14 sierpnia 1997                              | Courchevel                                    | K-120                                         | –                                             | Masahiko Harada | Espen Bredesen   | Takanobu Okabe    |
| 2.                                            | 17 sierpnia 1997                              | Trondheim                                     | K-120                                         | –                                             | Takanobu Okabe  | Ville Kantee     | Espen Bredesen    |
| 3.                                            | 24 sierpnia 1997                              | Hinterzarten                                  | K-90                                          | –                                             | Masahiko Harada | Martin Höllwarth | Hideharu Miyahira |
| 4.                                            | 27 sierpnia 1997                              | Predazzo                                      | K-120                                         | –                                             | Masahiko Harada | Nicolas Dessum   | Sturle Holseter   |
| 5.                                            | 31 sierpnia 1997                              | Stams                                         | K-105                                         | –                                             | Espen Bredesen  | Martin Höllwarth | Stefan Horngacher |
| Letnie Grand Prix 1997 – klasyfikacja końcowa | Letnie Grand Prix 1997 – klasyfikacja końcowa | Letnie Grand Prix 1997 – klasyfikacja końcowa | Letnie Grand Prix 1997 – klasyfikacja końcowa | Letnie Grand Prix 1997 – klasyfikacja końcowa | Masahiko Harada | Espen Bredesen   | Martin Höllwarth  |

## Klasyfikacja generalna
Stan po zakończeniu LGP 1997.
| Miejsce | Zawodnik          | Punkty |
| ------- | ----------------- | ------ |
| 1       | Masahiko Harada   | 310    |
| 2       | Espen Bredesen    | 274    |
| 3       | Martin Höllwarth  | 246    |
| 4       | Takanobu Okabe    | 227    |
| 5       | Kazuyoshi Funaki  | 192    |
| 6       | Nicolas Dessum    | 175    |
| 7       | Sturle Holseter   | 159    |
| 8       | Hansjörg Jäkle    | 156    |
| 9       | Ville Kantee      | 120    |
| 10      | Stefan Horngacher | 117    |
| ...     |                   |        |